# 2022年香港立法會選舉委員會界別補選
2022年香港立法會選舉委員會界別補選指香港特別行政區於2022年12月18日舉行的立法會議席補選。補選旨在填補4個由選舉委員會界別的議席，因原出任人於2022年6月18日起離任，加入第六屆政府，而產生的空缺。

## 背景
2022年6月18日，4名由選舉委員會界別選出的議員，張國鈞、麥美娟、孫東、林智遠，因分別出任第六屆政府的律政司副司長、民政及青年事務局局長、創新科技及工業局局長及審計署署長而自行辭職。
2022年6月20日，立法會秘書在香港政府憲報公告，宣佈4名循選舉委員會界別當選出任立法會議員的議席，於2022年6月19日出現空缺。

## 提名期
選舉事務處在2022年10月18日發出新聞公布，宣佈提名期由11月1日開始，至11月14日結束。相關安排在2022年10月21日在憲報刊登。
選舉管理委員會主席於2022年10月21日，委任政制及內地事務局粵港澳大灣區發展助理專員(2)鄭詠基為選舉主任。鄭詠基曾為2021年立法會選舉選舉委員會界別的2名選舉主任之一。

## 候選人名單
下列是有2022年香港立法會選舉選舉委員會界別補選的候選人名單。
註解
- 「※」曾參選2021年立法會選舉但落選

| 編號 | 政黨 | 政黨   | 候選人  | 備註                                                           |
| ---- | ---- | ------ | ------- | -------------------------------------------------------------- |
| 1    |      | 獨立   | 黃錦輝  | 香港中文大學工程學院副院長（外務）                             |
| 2    |      | 民建聯 | 陳永光※ | 香港註冊中醫學會會長                                           |
| 3    |      | 新民黨 | 何敬康  | 新民黨中央委員，Save HK創辦人，何厚鏵侄兒                      |
| 4    |      | 獨立   | 黃梓謙※ | 香港再出發大聯盟共同發起人，平等機會委員會委員，前民主思路成員 |
| 5    |      | 獨立   | 尚海龍  | 商湯科技總經理                                                 |
| 6    |      | 工聯會 | 李廣宇※ | IT人協會理事長                                                 |

## 投票與點票安排
投票於2022年12月18日（星期日）早上9時至11時30分在香港會議展覽中心舉行。

## 選舉結果

### 當選人
| 排序 | 編號 | 候選人 | 政黨 | 政黨   | 得票  | 得票 |
| 排序 | 編號 | 候選人 | 政黨 | 政黨   | 票數  |      |
| ---- | ---- | ------ | ---- | ------ | ----- | ---- |
| 1    | 2    | 陳永光 |      | 民建聯 | 1,028 |      |
| 2    | 1    | 黃錦輝 |      | 獨立   | 983   |      |
| 3    | 3    | 何敬康 |      | 新民黨 | 833   |      |
| 4    | 5    | 尚海龍 |      | 獨立   | 812   |      |

### 落選人
| 排序 | 編號 | 候選人 | 政黨 | 政黨   | 得票 | 得票 |
| 排序 | 編號 | 候選人 | 政黨 | 政黨   | 票數 |      |
| ---- | ---- | ------ | ---- | ------ | ---- | ---- |
| 5    | 4    | 黃梓謙 |      | 獨立   | 791  |      |
| 6    | 6    | 李廣宇 |      | 工聯會 | 781  |      |

## 外部連結
- 官方網站 （页面存档备份，存于）